# خورخه گارسیا (بازیکن فوتبال، زاده ۱۹۵۶)
خورخه گارسیا (انگلیسی: Jorge García؛ زادهٔ ۱۲ نوامبر ۱۹۵۶) بازیکن فوتبال اهل آرژانتین است.
از باشگاه‌هایی که در آن بازی کرده‌است می‌توان به باشگاه فوتبال ریور پلاته، باشگاه ورزشی سن لورنسو آلماگرو، و باشگاه فوتبال روساریو سنترال اشاره کرد.